# نیشتر-موهرندورف
نیشتر-موهرندورف (به آلمانی: Nister-Möhrendorf) یک شهر در آلمان است که در وستروالدکرایس واقع شده‌است. نیشتر-موهرندورف ۳۳۰ نفر جمعیت دارد.